# Mazuecos de Valdeginate
Mazuecos de Valdeginate település Spanyolországban, Palencia tartományban. Mazuecos de Valdeginate Cisneros, Valle del Retortillo, Frechilla és Guaza de Campos községekkel határos. Lakosainak száma 79 fő (2024).

## Népesség
A település népessége az elmúlt években az alábbi módon változott:
| Lakosok száma | 133  | 121  | 111  | 113  | 107  | 102  | 95   | 98   | 90   | 79   |
|               | 2001 | 2004 | 2007 | 2009 | 2012 | 2014 | 2017 | 2019 | 2022 | 2024 |